# Campeonato Europeo de Natación de 2012
El XXXI Campeonato Europeo de Natación se celebró en Debrecen (Hungría) entre el 21 y el 27 de mayo de 2012 bajo la organización de la Liga Europea de Natación (LEN) y la Federación Húngara de Natación. Las competiciones se realizaron en el Complejo de Natación de Debrecen.
Las pruebas de saltos y natación sincronizada se disputaron por separado, en la ciudad de Eindhoven (Países Bajos) del 15 al 27 de mayo, en las instalaciones del Estadio de Natación Pieter van den Hoogenband.

## Resultados de natación

### Masculino
| Evento                    | Oro                                                                                     | Plata                                                                                     | Bronce                                                                                        |
| ------------------------- | --------------------------------------------------------------------------------------- | ----------------------------------------------------------------------------------------- | --------------------------------------------------------------------------------------------- |
| 50 m libre (27.05)        | Frédérick Bousquet Francia 21,80                                                        | Stefan Nystrand · Suecia · 22,04                                                          | Andri Hovorov · Ucrania · 22,18                                                               |
| 100 m libre (25.05)       | Filippo Magnini · Italia · 48,77                                                        | Alain Bernard Francia 48,95                                                               | Norbert Trandafir · Rumania · 49,13                                                           |
| 200 m libre (23.05)       | Paul Biedermann · Alemania · 1:46,27                                                    | Amaury Leveaux Francia 1:47,69                                                            | Dominik Kozma · Hungría · 1:47,72                                                             |
| 400 m libre (21.05)       | Paul Biedermann · Alemania · 3:47,84                                                    | Gergő Kis · Hungría · 3:48,09                                                             | Samuel Pizzetti · Italia · 3:48,66                                                            |
| 800 m libre (25.05)       | Gergő Kis · Hungría · 7:49,46                                                           | Gregorio Paltrinieri · Italia · 7:52,23                                                   | Serhi Frolov · Ucrania · 7:52,81                                                              |
| 1500 m libre (23.05)      | Gregorio Paltrinieri · Italia · 14:48,92                                                | Gergő Kis · Hungría · 14:58,15                                                            | Gergely Gyurta · Hungría · 15:04,38                                                           |
| 50 m espalda (24.05)      | Jonatan Kopelev Israel 24,73                                                            | Mirco Di Tora · Italia · 24,95                                                            | Dorian Gandin · Francia · Guy Barnea · Israel · Richárd Bohus · Hungría · 25,14               |
| 100 m espalda (22.05)     | Aristeides Grigoriadis · Grecia · 53,86                                                 | Helge Meeuw · Alemania · 54,06                                                            | Yakov Tumarkin Israel 54,14                                                                   |
| 200 m espalda (26.05)     | Radosław Kawęcki · Polonia · 1:55,28                                                    | Péter Bernek · Hungría · 1:55,88                                                          | Yakov Tumarkin Israel 1:57,35                                                                 |
| 50 m braza (26.05)        | Damir Dugonjič Eslovenia 27,32                                                          | Fabio Scozzoli · Italia · 27,49                                                           | Panayotis Samilidis · Grecia · 27,64                                                          |
| 100 m braza (22.05)       | Fabio Scozzoli · Italia · 1:00,55                                                       | Valeri Dymo · Ucrania · 1:00,68                                                           | Mattia Pesce · Italia · 1:00,93                                                               |
| 200 m braza (24.05)       | Dániel Gyurta · Hungría · 2:08,60                                                       | Marco Koch · Alemania · 2:09,26                                                           | Panayotis Samilidis · Grecia · 2:09,72                                                        |
| 50 m mariposa (22.05)     | Rafael Muñoz Pérez · España · 23,16                                                     | Frédérick Bousquet Francia 23,30                                                          | Yauhen Tsurkin · Bielorrusia · 23,37                                                          |
| 100 m mariposa (26.05)    | Milorad Čavić Serbia 51,45                                                              | László Cseh · Hungría · 51,77                                                             | Matteo Rivolta · Italia · 52,40                                                               |
| 200 m mariposa (24.05)    | László Cseh · Hungría · 1:54,95                                                         | Bence Biczó · Hungría · 1:55,85                                                           | Ioannis Drymonakos · Grecia · 1:56,48                                                         |
| 200 m estilos (23.05)     | László Cseh · Hungría · 1:56,66                                                         | James Goddard Reino Unido 1:57,84                                                         | Markus Rogan · Austria · 1:59,39                                                              |
| 400 m estilos (27.05)     | László Cseh · Hungría · 4:12,17                                                         | Dávid Verrasztó · Hungría · 4:14,23                                                       | Ioannis Drymonakos · Grecia · 4:14,41                                                         |
| 4 × 100 m libre (21.05)   | Francia Amaury Leveaux Alain Bernard Frédérick Bousquet Jérémy Stravius 3:13,55         | Italia · Andrea Rolla · Marco Orsi · Michele Santucci · Filippo Magnini · 3:14,71         | Rusia · Vitali Syrnikov · Oleg Tijobayev · Nikita Konovalov · Viacheslav Andrusenko · 3:15,13 |
| 4 × 200 m libre (26.05)   | Alemania · Paul Biedermann · Dimitri Colupaev · Clemens Rapp · Tim Wallburger · 7:09,17 | Italia · Gianluca Maglia · Riccardo Maestri · Samuel Pizzetti · Filippo Magnini · 7:13,10 | Hungría · Dominik Kozma · Gergő Kis · Péter Bernek · László Cseh · 7:13,60                    |
| 4 × 100 m estilos (27.05) | Italia · Mirco Di Tora · Fabio Scozzoli · Matteo Rivolta · Filippo Magnini · 3:32,80    | Alemania · Helge Meeuw · Christian vom Lehn · Steffen Deibler · Marco di Carli · 3:34,41  | Hungría · Péter Bernek · Dániel Gyurta · László Cseh · Dominik Kozma · 3:34,57                |

### Femenino
| Evento                    | Oro                                                                                   | Plata                                                                                       | Bronce                                                                                       |
| ------------------------- | ------------------------------------------------------------------------------------- | ------------------------------------------------------------------------------------------- | -------------------------------------------------------------------------------------------- |
| 50 m libre (27.05)        | Britta Steffen · Alemania · 24,37                                                     | Hinkelien Schreuder · Países Bajos · 24,78                                                  | Neri Nianguara · Grecia · 24,93                                                              |
| 100 m libre (23.05)       | Sarah Sjöström · Suecia · 53,61                                                       | Britta Steffen · Alemania · 53,15                                                           | Daniela Schreiber · Alemania · 53,41                                                         |
| 200 m libre (26.05)       | Federica Pellegrini · Italia · 1:56,76                                                | Silke Lippok · Alemania · 1:58,19                                                           | Ophélie-Cyrielle Étienne Francia 1:58,23                                                     |
| 400 m libre (27.05)       | Coralie Balmy Francia 4:05,31                                                         | Mireia Belmonte García · España · 4:05,45                                                   | Ophélie-Cyrielle Étienne Francia 4:07,47                                                     |
| 800 m libre (24.05)       | Boglárka Kapás · Hungría · 8:26,49                                                    | Coralie Balmy Francia 8:27,79                                                               | Éva Risztov · Hungría · 8:27,87                                                              |
| 1500 m libre (26.05)      | Mireia Belmonte García · España · 16:05,34                                            | Éva Risztov · Hungría · 16:10,04                                                            | Erika Villaécija García · España · 16:15,85                                                  |
| 50 m espalda (26.05)      | Mercedes Peris Minguet · España · 28,25                                               | Arianna Barbieri · Italia · Sanja Jovanović · Croacia · 28,31                               | —                                                                                            |
| 100 m espalda (24.05)     | Jenny Mensing · Alemania · 1:00,08                                                    | Arianna Barbieri · Italia · 1:00,54                                                         | Simona Baumrtová · República Checa · 1:00,57                                                 |
| 200 m espalda (22.05)     | Alexianne Castel Francia 2:08,41                                                      | Jenny Mensing · Alemania · 2:09,55                                                          | Duane da Rocha · España · 2:09,56                                                            |
| 50 m braza (27.05)        | Petra Chocová · República Checa · 31,25                                               | Sycerika McMahon Irlanda 31,27                                                              | Caroline Ruhnau · Alemania · 31,35                                                           |
| 100 m braza (23.05)       | Sarah Poewe · Alemania · 1:07,33                                                      | Jennie Johansson · Suecia · 1:07,85                                                         | Marina García Urzainqui · España · 1:07,91                                                   |
| 200 m braza (25.05)       | Sara Nordestam · Noruega · 2:26,91                                                    | Irina Novikova · Rusia · 2:27,25                                                            | Sarah Poewe · Alemania · 2:27,80                                                             |
| 50 m mariposa (22.05)     | Sarah Sjöström · Suecia · 25,64                                                       | Triin Aljand Estonia 25,92                                                                  | Ingvild Snildal · Noruega · 26,16                                                            |
| 100 m mariposa (25.05)    | Ingvild Snildal · Noruega · 58,04                                                     | Martina Granström · Suecia · 58,07                                                          | Amit Ivri Israel 58,78                                                                       |
| 200 m mariposa (27.05)    | Katinka Hosszú · Hungría · 2:07,28                                                    | Zsuzsanna Jakabos · Hungría · 2:07,86                                                       | Martina Granström · Suecia · 2:08,22                                                         |
| 200 m estilos (24.05)     | Katinka Hosszú · Hungría · 2:10,84                                                    | Sophie Allen Reino Unido 2:11,49                                                            | Evelyn Verrasztó · Hungría · 2:11,63                                                         |
| 400 m estilos (21.05)     | Katinka Hosszú · Hungría · 4:33,76                                                    | Zsuzsanna Jakabos · Hungría · 4:35,68                                                       | Barbora Závadová · República Checa · 4:38,07                                                 |
| 4 × 100 m libre (21.05)   | Alemania · Britta Steffen · Silke Lippok · Lisa Vitting · Daniela Schreiber · 3:37,98 | Suecia · Ida Marko-Varga · Michelle Coleman · Sarah Sjöström · Gabriella Fagundez · 3:38,40 | Italia · Alice Mizzau · Federica Pellegrini · Erica Buratto · Erika Ferraioli · 3:39,84      |
| 4 × 200 m libre (24.05)   | Italia · Alice Mizzau · Alice Nesti · Diletta Carli · Federica Pellegrini · 7:52,90   | Hungría · Zsuzsanna Jakabos · Evelyn Verrasztó · Ágnes Mutina · Katinka Hosszú · 7:54,70    | Eslovenia Sara Isaković Anja Klinar Urša Bežan Mojca Sagmeister 7:59,73                      |
| 4 × 100 m estilos (27.05) | Alemania · Jenny Mensing · Sarah Poewe · Alexandra Wenk · Britta Steffen · 3:58,43    | Italia · Arianna Barbieri · Chiara Boggiatto · Ilaria Bianchi · Alice Mizzau · 4:01,92      | Suecia · Therese Svendsen · Joline Höstman · Martina Granström · Nathalie Lindborg · 4:05,58 |

### Medallero
| Núm. | País            | Oro | Plata | Bronce | Total |
| ---- | --------------- | --- | ----- | ------ | ----- |
| 1    | Hungría         | 9   | 10    | 7      | 26    |
| 2    | Alemania        | 8   | 6     | 3      | 17    |
| 3    | Italia          | 6   | 8     | 4      | 18    |
| 4    | Francia         | 4   | 4     | 3      | 11    |
| 5    | España          | 3   | 1     | 3      | 7     |
| 6    | Suecia          | 2   | 4     | 2      | 8     |
| 7    | Noruega         | 2   | 0     | 1      | 3     |
| 8    | Grecia          | 1   | 0     | 5      | 6     |
| 9    | Israel          | 1   | 0     | 4      | 5     |
| 10   | República Checa | 1   | 0     | 2      | 3     |
| 11   | Eslovenia       | 1   | 0     | 1      | 2     |
| 12   | Polonia         | 1   | 0     | 0      | 1     |
| 12   | Serbia          | 1   | 0     | 0      | 1     |
| 14   | Reino Unido     | 0   | 2     | 0      | 2     |
| 15   | Ucrania         | 0   | 1     | 2      | 3     |
| 16   | Rusia           | 0   | 1     | 1      | 2     |
| 17   | Croacia         | 0   | 1     | 0      | 1     |
| 17   | Estonia         | 0   | 1     | 0      | 1     |
| 17   | Irlanda         | 0   | 1     | 0      | 1     |
| 17   | Países Bajos    | 0   | 1     | 0      | 1     |
| 21   | Austria         | 0   | 0     | 1      | 1     |
| 21   | Bielorrusia     | 0   | 0     | 1      | 1     |
| 21   | Rumania         | 0   | 0     | 1      | 1     |
|      | TOTAL           | 40  | 41    | 41     | 122   |

## Resultados de saltos

### Masculino
| Evento                          | Oro                                                 | Plata                                               | Bronce                                                     |
| ------------------------------- | --------------------------------------------------- | --------------------------------------------------- | ---------------------------------------------------------- |
| Trampolín 1 m (16.05)           | Illia Kvasha · Ucrania · 430,05 pts.                | Evgeni Kuznetsov · Rusia · 412,65 pts.              | Matthieu Rosset Francia 403,95 pts.                        |
| Trampolín 3 m (17.05)           | Matthieu Rosset Francia 504,00                      | Patrick Hausding · Alemania · 502,75                | Ilia Zajarov · Rusia · 493,80                              |
| Plataforma 10 m (20.05)         | Thomas Daley Reino Unido 565,05                     | Viktor Minibayev · Rusia · 515,40                   | Gleb Galperin · Rusia · 511,55                             |
| Trampolín 3 m sincro. (18.05)   | Evgeni Kuznetsov · Ilia Zajarov · Rusia · 445,92    | Patrick Hausding · Stephan Feck · Alemania · 433,68 | Illia Kvasha · Olexi Prygorov · Ucrania · 432,48           |
| Plataforma 10 m sincro. (19.05) | Sascha Klein · Patrick Hausding · Alemania · 463,08 | Ilia Zajarov · Viktor Minibayev · Rusia · 458,07    | Olexandr Bondar · Olexandr Gorshkovozov · Ucrania · 437,79 |

### Femenino
| Evento                          | Oro                                                  | Plata                                                    | Bronce                                                 |
| ------------------------------- | ---------------------------------------------------- | -------------------------------------------------------- | ------------------------------------------------------ |
| Trampolín 1 m (18.05)           | Anna Lindberg · Suecia · 301,35 pts.                 | Tania Cagnotto · Italia · 281,30 pts.                    | Nadezda Bazhina · Rusia · 275,15 pts.                  |
| Trampolín 3 m (19.05)           | Anna Lindberg · Suecia · 342,75                      | Uschi Freitag · Alemania · 321,40                        | Olena Fedorova · Ucrania · 315,00                      |
| Plataforma 10 m (16.05)         | Yulia Prokopchuk · Ucrania · 321,55                  | Noemi Batki · Italia · 315,60                            | Maria Kurjo · Alemania · 312,65                        |
| Trampolín 3 m sincro. (20.05)   | Francesca Dallapè · Tania Cagnotto · Italia · 325,50 | Anna Pysmenska · Olena Fedorova · Ucrania · 302,10       | Katja Dieckow · Uschi Freitag · Alemania · 296,70      |
| Plataforma 10 m sincro. (17.05) | Tonia Couch Sarah Barrow Reino Unido 319,56          | Viktoria Potiejina · Yulia Prokopchuk · Ucrania · 310,68 | Nora Subschinsky · Christin Steuer · Alemania · 303,93 |

### Equipos
| Evento             | Oro                                          | Plata                                               | Bronce                                            |
| ------------------ | -------------------------------------------- | --------------------------------------------------- | ------------------------------------------------- |
| Por equipo (15.05) | Audrey Labeau Matthieu Rosset Francia 416,50 | Olena Fedorova · Olexandr Bondar · Ucrania · 387,85 | Nadezda Bazhina · Artem Chesakov · Rusia · 384,30 |

### Medallero
| Núm. | País        | Oro | Plata | Bronce | Total |
| ---- | ----------- | --- | ----- | ------ | ----- |
| 1    | Ucrania     | 2   | 3     | 3      | 8     |
| 2    | Francia     | 2   | 0     | 1      | 3     |
| 3    | Reino Unido | 2   | 0     | 0      | 2     |
| 3    | Suecia      | 2   | 0     | 0      | 2     |
| 5    | Rusia       | 1   | 3     | 4      | 8     |
| 6    | Alemania    | 1   | 3     | 3      | 7     |
| 7    | Italia      | 1   | 2     | 0      | 3     |
|      | TOTAL       | 11  | 11    | 11     | 33    |

## Resultados de natación sincronizada
| Evento                    | Oro | Plata | Bronce |
| ------------------------- | --- | --- | --- |
| Solo (26.05)              | Natalia Ishchenko · Rusia · 97,810 pts. | Andrea Fuentes · España · 95,900 pts. | Lolita Ananasova · Ucrania · 92,250 pts. |
| Dúo (27.05)               | Natalia Ishchenko · Svetlana Romashina · Rusia · 97,860 | Ona Carbonell · Andrea Fuentes · España · 95,980 | Daria Yushko · Xeniya Sydorenko · Ucrania · 92,950 |
| Equipo (26.05)            | Clara Basiana · Alba María Cabello · Ona Carbonell · Margalida Crespí · Andrea Fuentes · Thaïs Henríquez · Paula Klamburg · Irene Montrucchio · España · 96,210                             | Lolita Ananasova · Hanna Klymenko · Olha Kondrashova · Olexandra Sabada · Kateryna Sadurska · Kseniya Sydorenko · Anna Voloshyna · Daria Yushko · Ucrania · 93,660                                       | Federica Bellaria · Elisa Bozzo · Camilla Cattaneo · Manila Flamini · Giulia Lapi · Mariangela Perrupato · Benedetta Re · Sara Sgarzi · Italia · 90,530                                       |
| Combinación libre (27.05) | Clara Basiana · Alba María Cabello · Clara Camacho · Ona Carbonell · Margalida Crespí · Andrea Fuentes · Thaïs Henríquez · Paula Klamburg · Irene Montrucchio · Laia Pons · España · 95,600 | Lolita Ananasova · Olena Grechyjina · Hanna Jmelnytska · Hanna Klymenko · Olha Kondrashova · Olexandra Sabada · Kateryna Sadurska · Kseniya Sydorenko · Anna Voloshyna · Daria Yushko · Ucrania · 93,420 | Federica Bellaria · Elisa Bozzo · Beatrice Callegari · Camilla Cattaneo · Linda Cerruti · Francesca Deidda · Manila Flamini · Benedetta Re · Dalila Schiesaro · Sara Sgarzi · Italia · 90,440 |

### Medallero
| Núm. | País    | Oro | Plata | Bronce | Total |
| ---- | ------- | --- | ----- | ------ | ----- |
| 1    | España  | 2   | 2     | 0      | 4     |
| 2    | Rusia   | 2   | 0     | 0      | 2     |
| 3    | Ucrania | 0   | 2     | 2      | 4     |
| 4    | Italia  | 0   | 0     | 2      | 2     |
|      | TOTAL   | 4   | 4     | 4      | 12    |

## Medallero total
| Núm. | País            | Oro | Plata | Bronce | Total |
| ---- | --------------- | --- | ----- | ------ | ----- |
| 1    | Hungría         | 9   | 10    | 7      | 26    |
| 2    | Alemania        | 9   | 9     | 6      | 24    |
| 3    | Italia          | 7   | 10    | 6      | 23    |
| 4    | Francia         | 6   | 4     | 4      | 14    |
| 5    | España          | 5   | 3     | 3      | 11    |
| 6    | Suecia          | 4   | 4     | 2      | 10    |
| 7    | Rusia           | 3   | 4     | 5      | 12    |
| 8    | Ucrania         | 2   | 6     | 7      | 15    |
| 9    | Reino Unido     | 2   | 2     | 0      | 4     |
| 10   | Noruega         | 2   | 0     | 1      | 3     |
| 11   | Grecia          | 1   | 0     | 5      | 6     |
| 12   | Israel          | 1   | 0     | 4      | 5     |
| 13   | República Checa | 1   | 0     | 2      | 3     |
| 14   | Eslovenia       | 1   | 0     | 1      | 2     |
| 15   | Polonia         | 1   | 0     | 0      | 1     |
| 15   | Serbia          | 1   | 0     | 0      | 1     |
| 17   | Croacia         | 0   | 1     | 0      | 1     |
| 17   | Estonia         | 0   | 1     | 0      | 1     |
| 17   | Irlanda         | 0   | 1     | 0      | 1     |
| 17   | Países Bajos    | 0   | 1     | 0      | 1     |
| 21   | Austria         | 0   | 0     | 1      | 1     |
| 21   | Bielorrusia     | 0   | 0     | 1      | 1     |
| 21   | Rumania         | 0   | 0     | 1      | 1     |
|      | TOTAL           | 55  | 56    | 56     | 167   |